# Gerda Hoffer
Gerda Hoffer (geboren 3. Februar 1921 in Wien; gestorben 20. März 2012 in Jerusalem) war eine israelische Schriftstellerin.

## Leben
Gerda Pollatschek wuchs in Wien auf und war die Tochter des Schriftstellers Stefan Pollatschek. 1937 wurde sie wegen kommunistischer Tätigkeiten angeklagt und für drei Monate eingesperrt. Nach dem Anschluss Österreichs an Nazideutschland flüchtete Gerda Hoffer mit ihren Eltern nach London. 1942 heiratete sie den Juristen Friedrich Hoffer. 1968 veröffentlichte sie unter dem Pseudonym Illy Stefan den Detektivroman Guilty, My Lord. 1973 besuchte sie erstmals wieder Österreich.
Nach dem Tod ihres Mannes zog Gerda Hoffer nach Israel. Sie lebte seit 1978 in Jerusalem. Sie erlangte durch ihr Buch Ein Haus in Jerusalem Bekanntheit, in dem sie die Geschichte einer Familie erzählt, die nach Israel auswandert. 2009 brachte sie gemeinsam mit dem Gedenkdiener Matthias Schulz transkribierte Briefe von ihrer Tante Gertrude Zeisler heraus, welche diese im Ghetto Kielce verfasst hatte. Das Buch mit dem Briefen steht als Lehrmaterial für österreichische Schüler zur Verfügung. 2012 veröffentlichte sie im Verlag der Theodor Kramer Gesellschaft, deren langjähriges Mitglied sie war, gemeinsam mit Judith Hübner, das Buch Zwei Wege ein Ziel –  Zwei Frauenschicksale zwischen Wien und Jerusalem.
Gerda Hoffer ist am 20. März 2012 in Jerusalem im Alter von 91 Jahren gestorben.

## Werke (Auswahl)
- unter dem Pseudonym Illy Stefan: Guilty, My Lord. Hongkong 1968.
- I did not survive Jerusalem. 1981.
- Zeit der Heldinnen. Lebensbilder außergewöhnlicher jüdischer Frauen. München 1999, ISBN 3-423-30701-3.
- The utitz legacy. 1988
  - Ererbt von meinen Vätern: 400 Jahre europäisches Judentum im Spiegel einer Familiengeschichte. Verlag Wissenschaft und Politik, Köln 1990, ISBN 3-8046-8744-X.
- mit Judith Hübner: Zwei Wege ein Ziel –  Zwei Frauenschicksale zwischen Wien und Jerusalem. Hrsg. von Evelyn Adunka und Konstantin Kaiser. Theodor Kramer Gesellschaft, Wien 2011, ISBN 978-3-901602-42-9.